# Jeff Borowiak
Jeff Borowiak (* 25. September 1949 in Berkeley, Kalifornien) ist ein ehemaliger US-amerikanischer Tennisspieler.

## Leben
Borowiak spielte für die Sportabteilung der Columbia University, die UCLA Bruins, und gewann 1970 den Einzeltitel der NCAA im Finale gegen Roscoe Tanner. Im darauf folgenden Jahr gewann er mit Haroon Rahim auch den NCAA Doppeltitel. Er war zudem Teamkapitän der Mannschaft in den Jahren 1970 und 1971. Sein hinter ihm an Position 3 gesetzter Mannschaftskollege war Jimmy Connors, der den NCAA Einzeltitel 1971 gewann, ebenfalls gegen Tanner im Finale. Borowiak wurde in den Jahren 1969 bis 1971 dreimal in Folge in die Bestenauswahl All-American berufen.
Bereits seit 1968 war er als Profi auf der Tour unterwegs, wo er in den ersten Jahren keine großen Erfolge vorweisen konnte. Zu den Höhepunkten gehören eine Achtelfinalteilnahme bei den Cincinnati Masters 1970 und eine Halbfinalteilnahme an der Seite von Haroon Rahim bei den Pennsylvania Lawn Tennis Championships in Haverford, Pennsylvania. Sein erstes Einzelfinale erreichte er 1971 in Köln, wo er in vier Sätzen Bob Lutz unterlag. Im April 1974 errang er beim WCT-Turnier in Charlotte seinen ersten Einzeltitel, der zweite folgte im selben Jahr bei den Oslo Open. Mit drei Einzeltiteln wurde 1977 sein erfolgreichstes Jahr, mit Siegen in Dayton, Gstaad sowie seinem größten Karriereerfolg, dem Sieg bei den Kanada Masters. Im Finale fegte er hierbei den Chilenen Jaime Fillol mit 6:0 und 6:1 förmlich vom Platz. Borowiak trat unter anderem mit Partnern wie Ilie Năstase und Vitas Gerulaitis an, am häufigsten spielte er mit dem Australier Dick Crealy. Einen seiner drei Doppeltitel errang er 1974 an der Seite von Rod Laver.
Im Laufe seiner Karriere konnte er fünf Einzel- und drei Doppeltitel erringen. Seine höchste Notierung in der Tennisweltrangliste erreichte er 1977 mit Position 20 im Einzel sowie 1983 mit Position 303 im Doppel.
Sein bestes Einzelergebnis bei einem Grand-Slam-Turnier war das Erreichen des Achtelfinales der Australian Open, sowie bei den Wimbledon Championships. Bei den French Open und den US Open war es die dritte Runde. Im Doppel stand er im Achtelfinale der French Open und von Wimbledon, das beste Resultat hatte er bei den US Open 1971, als er mit Haroon Rahim im Viertelfinale stand. In der Mixed-Konkurrenz erreichte er 1972 an der Seite von Pam Teeguarden das Viertelfinale der US Open.
Borowiak war in den frühen 1970 mit dem dänischen Tennisspieler Torben Ulrich befreundet, obwohl dieser deutlich älter war. Beide waren neben dem Sport sehr musikinteressiert und musikalisch: Beide spielten zusammen zu ihren Schallplatten, Ulrich Klarinette und Borowiak Flöte. Beide blieben auch nach dem Ende ihrer Sportkarrieren befreundet, und Borowiak wirkte als finanzieller Förderer der Band dessen Sohnes Lars Ulrich, die später als Metallica bekannt wurde.

## Erfolge
| Legende                       |
| Grand Slam                    |
| Tennis Masters Cup            |
| ATP Masters Series (1)        |
| ATP International Series Gold |
| ATP International Series (7)  |

### Einzel

#### Turniersiege
| Nr. | Datum             | Turnier        | Belag     | Finalgegner            | Ergebnis      |
| --- | ----------------- | -------------- | --------- | ---------------------- | ------------- |
| 1.  | 21. April 1974    | Charlotte      | Sand      | Dick Stockton          | 6:4, 5:7, 7:6 |
| 2.  | 17. November 1974 | Oslo           | Unbekannt | Karl Meiler            | 6:3, 6:2      |
| 3.  | 6. Februar 1977   | Dayton         | Teppich   | Buster Mottram         | 6:3, 6:3      |
| 4.  | 10. Juli 1977     | Gstaad         | Sand      | Jean-François Caujolle | 2:6, 6:1, 6:3 |
| 5.  | 22. August 1977   | Kanada Masters | Sand      | Jaime Fillol           | 6:0, 6:1      |

#### Finalteilnahmen
| Nr. | Datum             | Turnier       | Belag       | Finalgegner      | Ergebnis           |
| --- | ----------------- | ------------- | ----------- | ---------------- | ------------------ |
| 1.  | 17. Oktober 1971  | Köln          | Teppich (i) | Bob Lutz         | 3:6, 7:6, 3:6, 2:6 |
| 2.  | 9. Juli 1972      | Bretton Woods | Sand        | Cliff Richey     | 1:6, 0:6           |
| 3.  | 7. April 1974     | New Orleans   | Teppich (i) | John Newcombe    | 4:6, 2:6           |
| 4.  | 19. Januar 1976   | Atlanta       | Teppich (i) | Ilie Năstase     | 2:6, 4:6           |
| 5.  | 15. März 1981     | Tampa         | Hartplatz   | Mel Purcell      | 6:4, 4:6, 3:6      |
| 6.  | 29. November 1981 | Johannesburg  | Hartplatz   | Vitas Gerulaitis | 4:6, 6:7, 1:6      |

### Doppel

#### Turniersiege
| Nr. | Datum            | Turnier       | Belag     | Partner     | Finalgegner                     | Ergebnis      |
| --- | ---------------- | ------------- | --------- | ----------- | ------------------------------- | ------------- |
| 1.  | 7. Oktober 1973  | Osaka         | Unbekannt | Tom Gorman  | Jun Kamiwazumi Ken Rosewall     | 6:4, 7:6      |
| 2.  | 24. Februar 1974 | Long Island   | Hartplatz | Dick Crealy | Ross Case Geoff Masters         | 6:7, 6:4, 6:4 |
| 3.  | 11. August 1974  | Bretton Woods | Sand      | Rod Laver   | Georges Goven François Jauffret | 6:3, 6:2      |

#### Finalteilnahmen
| Nr. | Datum             | Turnier      | Belag         | Partner          | Finalgegner                  | Ergebnis      |
| --- | ----------------- | ------------ | ------------- | ---------------- | ---------------------------- | ------------- |
| 1.  | 17. November 1974 | Oslo         | Hartplatz (i) | Vitas Gerulaitis | Karl Meiler Haroon Rahim     | 3:6, 2:6      |
| 2.  | 5. Oktober 1975   | Maui         | Hartplatz     | Haroon Rahim     | Fred McNair Sherwood Stewart | 6:3, 6:7, 3:6 |
| 3.  | 4. April 1976     | Caracas      | Hartplatz     | Ilie Năstase     | Brian Gottfried Raúl Ramírez | 6:3, 6:7, 3:6 |
| 4.  | 6. Februar 1977   | Dayton       | Teppich (i)   | Andrew Pattison  | Hank Pfister Butch Walts     | 4:6, 6:7      |
| 5.  | 6. November 1977  | Paris        | Hartplatz (i) | Roger Taylor     | Brian Gottfried Raúl Ramírez | 2:6, 0:6      |
| 6.  | 13. August 1978   | Indianapolis | Sand          | Chris Lewis      | Gene Mayer Hank Pfister      | 3:6, 1:6      |